# Paulo Silas
Paulo Silas (* 27. srpen 1965 Campinas) je bývalý brazilský fotbalový záložník.

## Reprezentace
Paulo Silas odehrál 34 reprezentačních utkání. S brazilskou reprezentací se zúčastnil Mistrovství světa 1986, 1990.

## Statistiky
| Brazílie | Brazílie | Brazílie |
| Roky     | Záp.     | Góly     |
| -------- | -------- | -------- |
| 1986     | 5        | 0        |
| 1987     | 5        | 0        |
| 1988     | 0        | 0        |
| 1989     | 16       | 1        |
| 1990     | 6        | 0        |
| 1991     | 0        | 0        |
| 1992     | 2        | 0        |
| Celkem   | 34       | 1        |